# Puchar Polski w piłce siatkowej mężczyzn (1972/1973)
Puchar Polski w piłce siatkowej mężczyzn 1972/1973 (Puchar Polski o "Puchar Sportowca") – 17. sezon rozgrywek o siatkarski Puchar Polski, rozgrywany od 1932 roku.

## Klasyfikacja końcowa
| Miejsce | Drużyna          |
| ------- | ---------------- |
| 1.      | Beskid Andrychów |
| 2.      | AZS-AWF Warszawa |
| 3.      | Calisia          |
| 4.      | Płomień Milowice |